# 赫伯特·米斯
赫伯特·米斯（德語：Herbert Mies，1929年2月23日—2017年1月14日）是德国共产主义政治人物。

## 生平
1945年加入德国共产党，1973年担任德国的共产党（西德）主席。1989年10月辞去主席职位。
1980年5月8日获授捷克斯洛伐克社会主义共和国颁发的友谊勋章。他也获得了1985/1986年度的列寧和平獎。
2017年1月14日在曼海姆逝世。